# Ad-Dachm
Ad-Dachm (arab. الضخم) – wieś w Syrii, w muhafazie Aleppo, w dystrykcie Afrin. W 2004 roku liczyła 635 mieszkańców.